# Gary Brackett
Gary Lawrence Brackett (Glassboro, New Jersey, 23 de maio de 1980) é um ex jogador de futebol americano da National Football League que atuava na posição de middle linebacker. Brackett estudou na Glassboro High School, onde ganhou destaque como Linebacker ganhando vários prêmios locais. Na faculdade jogou futebol americano pela Rutgers University. Depois foi como undrafted para o Indianapolis Colts onde fez parte do time que venceu o Super Bowl XLI em 2007.

## NFL
Depois de sair da Universidade Rutgers, Brackett se escreveu no draft da NFL mas não foi selecionado por nenhum time mas em 2003 ele conseguiu assinar um contrato com o Colts de Indianápolis e tornou-se titular absoluto em 2005. Neste ano ele fez 131 tackles e 3 interceptações. Bracket foi nomeado AFC Defensive Player of the Week ("Jogador Defensivo da Semana") em 11 de setembro de 2005 quando ele fez 9 tackles e 2 interceptações contra o  Baltimore Ravens. Na temporada de 2006 foram mais 123 tackles. Em 2007, Bracket foi nomeado Capitão da defesa dos Colts.
Em fevereiro de 2007, Bracket e os Colts foram a Miami enfrentar o Chicago Bears no Super Bowl XLI onde foram vitoriosos.
Em 2007, Brackett fez 116 tackles e somou 4 interceptações. Ele também conseguiu 99 tackles em 2008 e em 2009. Ele foi titular do Colts na derrota do time no Super Bowl XLIV frente ao New Orleans Saints. Em 2010, num ano onde ele lutou contra contusões, Brackett conseguiu mais 74 tackles e ainda 0.5 sacks.
Em março de 2012, foi dispensado pelos Colts.

## Vida Pessoal
Em 2003 num espaço de 16 meses, Bracket perdeu sua mãe, pai e irmão. Logo depois, ele criou a fundação IMPACT em honra do irmão, uma fundação destinada ao combate de crianças com cancer. 